# Општина Нучет (Дамбовица)
Нучет (рум. Nucet) општина је у Румунији у округу Дамбовица.
Oпштина се налази на надморској висини од 210 m.